# Suši

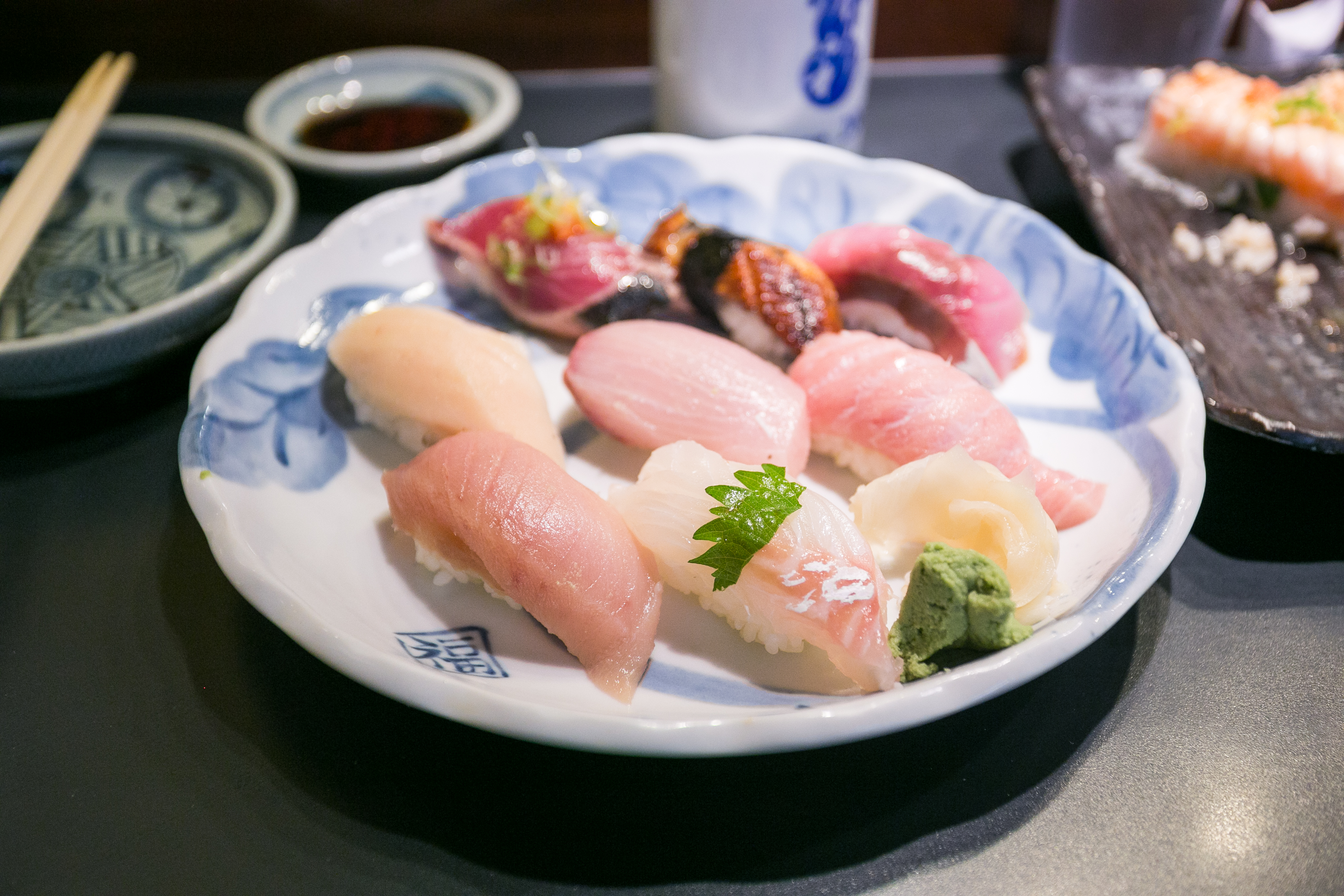
Různé druhy suši

Suši nebo sushi (japonsky 寿司) je jedno z nejznámějších jídel japonské kuchyně. Suši je vařená rýže spojená se speciální sladkokyselou omáčkou sušinoko připravenou k tomuto účelu. Také slovo suši v doslovném překladu z japonštiny znamená „kyselá chuť“.

## Historie
Suši se vyvinulo z nare-suši, což bylo jídlo z ryb kvašených v rýži. Prosolené ryby se na několik měsíců vložily do vařené rýže, případně směsi rýže a obilí. Zde pak probíhalo mléčné kvašení, které ryby konzervovalo a umožňovalo je dlouhodobě skladovat. Ryby jím také byly obohaceny o další živiny, které v syrových rybách nebyly. Rýže se nejedla, ale jako pouhý konzervační prostředek vyhazovala. Tento způsob uchovávání ryb pocházel pravděpodobně z jihovýchodní Asie s monzunovým podnebím, kde se ryby dostávaly hlouběji do vnitrozemí jen v období dešťů a bylo tedy třeba je pochytat a uskladnit do zásoby na suchá období. Do okolních zemí se šířil spolu se znalostí pěstování rýže, do Japonska se dostal přes Čínu neznámo kdy někdy v období Džómon (asi 10 tisíc let př. n. l. až do 4. stol. př. n. l.).
První písemná zmínka o suši pochází z období Nara, konkrétně z roku 718 n. l., ze zákoníku Yoro ritsuryo, jednoho z nejstarších japonských písemných pramenů, kde je zmíněno jakési zakono-suši jako způsob odvádění naturální daně; žádné informace o formě a způsobu přípravy tohoto suši ovšem uvedeny nejsou, nejspíše ale jde stále o typ nare-suši.
Historie klasického suši, jak ho známe dnes, začala až o mnoho později, teprve v 15. století v období Muromači (1333–1568), ve kterém kulinářství obecně zažilo svůj rozkvět – zrodily se různé školy vaření, stejně jako proslulý japonský čajový obřad. Doba fermentace nare-suši byla radikálně zkrácena a rýže se tak mohla přestat vyhazovat a byla konzumována spolu s částečně fermentovanou rybou.
Po roce 1600 došlo k dalšímu posunu s pokrokem ve výrobě rýžového octa, jehož přidání do suši dovolovalo vypustit zdlouhavou fázi kvašení. Kousky ryb se ochutily rýžovým octem, přidala se k nim rýže a lisovaly se do dřevěných krabiček. Odtud tehdejší názvy jako hako-suši (krabičkové suši), oshi-suši (stlačované suši) nebo haja-suši (rychlé suši).
Dnes nejznámější druh suši, nigiri-suši, vzniklo v Edu (dnešním Tokiu). Za jeho otce je považován Hanaja Johei, který je začal prodávat na počátku 19. století na stáncích jako rychlé občerstvení: umístit kus čerstvé ryby na vrch rýžové hnětenky zabralo pár sekund. Přeskočil tak krok, kdy se ryba s rýží s octem na několik hodin zmáčkla, aby déle vydržela.
V následujícím období Meidži (1868–1912) skončila politika národního izolacionismu, do Japonska se dostala ze západu technologie chlazení a také móda výraznějších chutí, což vedlo k používání nových surovin v přípravě suši. Kolem roku 1850 se objevilo maki suši a nigiri-suši, původně edská (tokijská) specialita, se rozšířilo i do zbytku Japonska. Mnoho Japonců také emigrovalo a s nimi se suši dostalo do světa. Například v USA byla první japonská restaurace otevřena v roce 1883 v San Francisku. Suši si brzy získalo oblibu, ale hlavní boom přišel až když byla v Los Angeles vynalezena Kalifornská rolka v 60. letech 20. století: drahý tuňák, navíc vzbuzující obavy kvůli svému syrovému stavu, byl nahrazen avokádem a ingredience byly obaleny rýží pokrytou nikoliv řasou, ale sezamovými semínky. Kalifornská rolka se však stala populární i v jiných státech včetně samotného Japonska.

## Druhy suši
Suši se vyrábí z rýže nišiki (錦, 山田錦 Jamada nishiki), která se uvaří a ještě teplá se smíchá s omáčkou sušinoko. Po vychladnutí této základní ingredience se používá jako hlavní přísada suši. Důležitou součástí jsou také syrové ryby různých druhů. V západní kultuře je obvyklé konzumovat ryby převážně tepelně upravované, protože syrové ryby jsou pro zdraví nebezpečnější. Kromě ryb se k výrobě suši používají také krevety, chobotnice, sépie, kaviár, mořské řasy, houby, avokádo a zelenina. 
Pokud se vytváří suši maki (hosomaki, homosaki) (巻き寿司, rolované) nebo suši temaki (手巻寿司, ručně rolované), nanáší se na plátky mořské řasy nori (海苔) hotová rýže nišiki. Na vrstvu rýže se nanese velmi tenká vrstvička pasty z křenu wasabi (山葵) a na takto vzniklý polotovar se pak vkládá zelenina (okurka, mrkev), avokádo, na kousky nakrájený syrový, či uzený losos, míchaná vajíčka, nebo kaviár. Výsledná vrstva se pak sroluje, vychladí a nakrájí na 2,5 cm silná kolečka.
Dále existuje spousta dalších druhů suši, jako např. Nigirizuši (握り寿司, pokud tvoří slovo suši příponu za jiným slovem, píše se se z), což je váleček ze suši rýže, potřený trochou wasabi (namida なみだ) a obložený kouskem omelety, ryby, nebo zeleniny. Pod kategorii nigiri (握り) patří také gunkan – maki-zuši (軍艦巻寿司), což je proužek nori (海苔), obložený rýží a sypkou přísadou (ježovka, kaviár), ručně smotaný do válečku.
Mezi druhy podobné nigiri-zuši patří například temari-zuši (手まり寿司), což funguje na stejném principu jako nigiri samotné, jenom s tím rozdílem, že z rýže se formuje koule.
Mezi další druhy se řadí sašimi (刺身), což je pokrm ze syrových ryb naaranžovaných na talíři, čirashi-zuši (散らし寿司), které se skládá z vrstvy okyselené rýže, na kterou se kladou ryby, zelenina, vejce aj.
Mezi v Evropě méně známé druhy patří například inari-zuši (稲荷寿司, náplň zabalena v taštičce z tofu 豆腐), oši-zuši (押し寿司), které po zformování vypadá jako dort.

## Fotogalerie

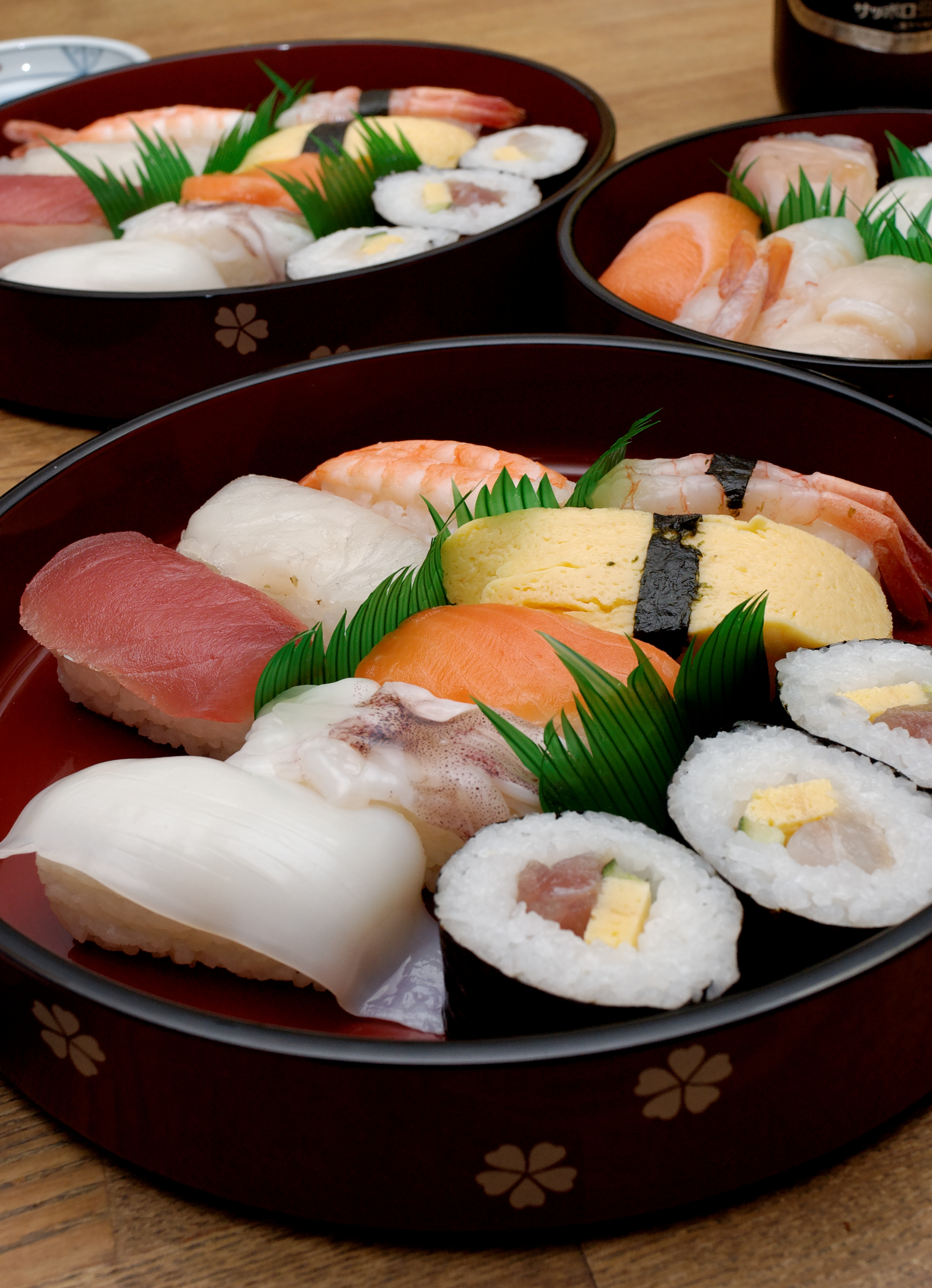
Suši (寿司)
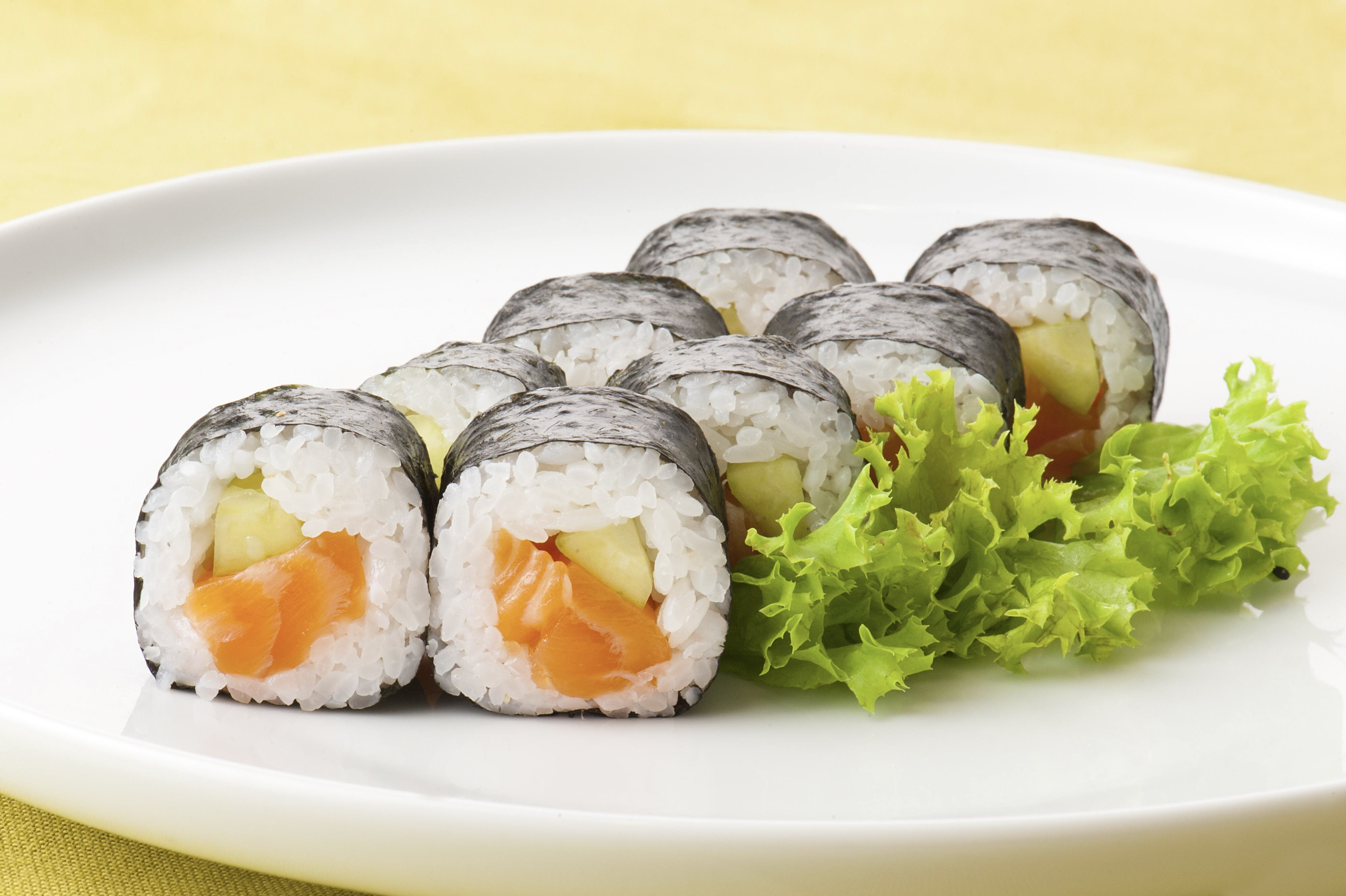
Aranžované maki-zuši (巻き寿司)
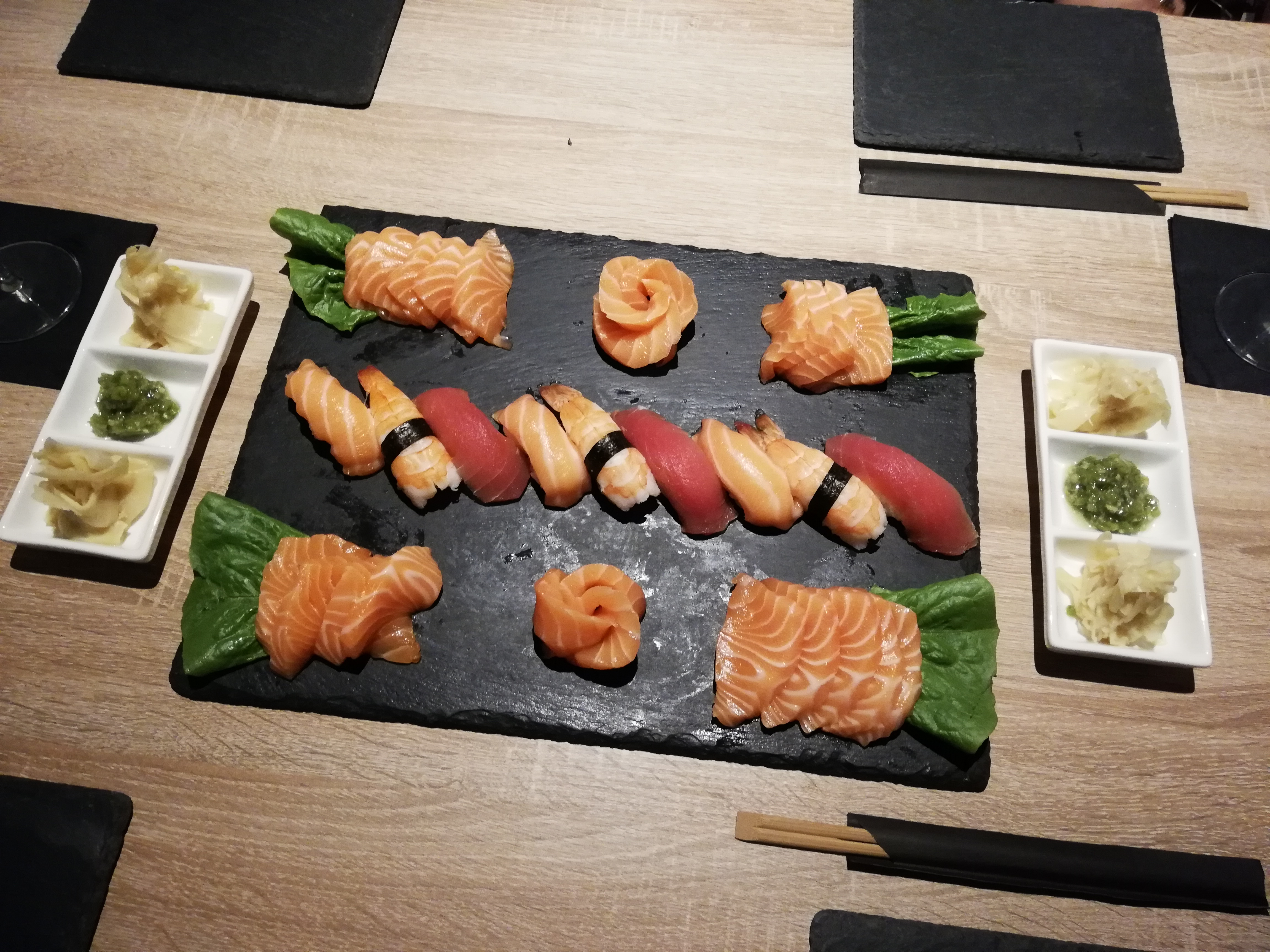
Talíř se suši